# 제르제이
제르제이(Gergei)는 이탈리아의 사르데냐 주 수드사르데냐도에 있는 코무네이다. 칼리아리에서 북쪽으로 약 50 킬로미터 (31 mi) 떨어져 있다. 2004년 12월 31일 기준으로 인구는 1,413명이고 면적은 36.1 제곱킬로미터 (13.9 mi2)이다.
제르제이는 다음 지방 자치체와 접해 있다: 바루미니, 에스콜카, 제스투리, 이실리, 만다스, 세리.